# La Anunciación (El Greco, etapa italiana)
La Anunciación es uno de los temas más repetidos en el corpus pictórico del Greco, de quien se conservan tres versiones realizadas en Italia, cuyo antecedente es uno de los paneles del Tríptico de Módena.

## Temática de la obra
El episodio de la Anunciación relata la aparición del arcángel Gabriel, con el fin de anunciar a la Virgen María que sería la madre de Jesús por obra del Espíritu Santo. Este episodio está narrado en el evangelio de Lucas (Lc 1:26-39).

## Análisis de las obras
La iconografía de estas obras se basa en la escuela veneciana de pintura. Aunque no reproduce literalmente ninguna obra en concreto, hay claros antecedentes colocando a Gabriel en una nube, por ejemplo en La Anunciación de Tiziano, de la Scuola Grande di San Rocco, o en La Anunciación de Tintoretto, del Museo Nacional de Arte de Rumanía.

### Versión del Museo Thyssen-Bornemisza

#### Datos técnicos y registrales
- Madrid, Museo Thyssen-Bornemisza, n º. de inventario 172-1975.35;[4]
- Pintura al óleo sobre lienzo;
- Dimensiones: 117 × 98 cm;
- Datación: hacia 1576;
- Catalogado por Harold Wethey con el n º. 37 y por Tiziana Frati con la referencia 15-c.[5]

#### Descripción de la obra
María, sentada en un reclinatorio, se vuelve para recibir la visita de Gabriel y de la paloma que representa al Espíritu Santo. La escena está enmarcada en un fondo arquitectónico sencillo y bien dibujado. En el fondo se distingue a un grupo de querubines.
El estilo veneciano claro y la alta calidad de este lienzo lo convierten en una de las mejores obras de la etapa italiana del Greco. Tanto la túnica como el manto de la Virgen María son azules, si bien el manto tiene un forro amarillo. El amable arcángel, de ropaje amarillo sobre túnica blanca, recuerda más a las figuras de Veronese que a las del Greco, y tiene un dibujo más seguro que el de las otras dos Anunciaciones de esta etapa. El cortinaje rosa a la izquierda se desvanece entre las nubes y frente al grupo de querubines delicadamente pintados, bajo los cuales hay una balaustrada, típica de la escuela veneciana. El suelo embaldosado es claro, con cuadrados de color rosa pálido y otros grises.

#### Procedencia
1. Príncipe Corsini, Florencia.
2. Luigi Grassi, Florencia.
3. Sulley, Londres (1927)
4. Trotti et Cie., París.
5. Knoedler, Nueva York (1929)
6. Colección Contini Bonacossi.[8]

### Versión del Museo del Prado
En el enlace La Anunciación (el Greco, 1570) se halla la debida información sobre esta obra.

### Versión del Museo Nacional de Arte de Cataluña
- Barcelona, Museo Nacional de Arte de Cataluña.[9]
- Pintura al óleo sobre lienzo;
- Dimensiones: 107 x 94 cm;
- Datación: 1577-1580;
- Firma moderna, mal escrita, en la parte inferior derecha, bajo la nube, con letras griegas en cursiva: δομήνικος θεοτοκóπολης (sic);
- Catalogado por Harold Wethey con el n º. 39 y por Tiziana Frati con la referencia 15-b.

Se cree que la citada versión del Museo del Prado (1570) es el boceto preparatorio de esta pintura. Las dos obras difieren sobre todo por el acabado más preciso de esta pintura en Barcelona. El fondo arquitectónico recuerda a La curación del ciego (Dresde) pero la tipología de los personajes y la realización de la pintura parecen contemporáneas de La expulsión de los mercaderes (Minneapolis).

#### Procedencia
1. Ròmul Bosch i Catarineu, Barcelona (entre 1934 y 1950),
2. Julio Muñoz Ramonet, Barcelona (entre 1950 y 1991).
3. Ayuntamiento de Barcelona.